# When Women Win
When Women Win è un cortometraggio muto del 1909. Il nome del regista non viene riportato nei credit del film.

## Trama
In seguito ai diritti ottenuti dalle donne che ora possono votare e accedere a professioni ritenute maschili, il mondo comincia a cambiare. In una piccola città di provincia, i maschi sono esautorati dagli incarichi negli uffici delle Ferrovie, le riunioni amministrative si trasformano in pomeriggi per il tè e le postine censurano la posta ritenuta troppo spinta...

## Produzione
Il film fu prodotto dalla Lubin Manufacturing Company.

## Distribuzione
Distribuito dalla Lubin Manufacturing Company, il film - un cortometraggio della lunghezza di 168 metri - uscì nelle sale cinematografiche statunitensi il 22 novembre 1909. Nelle proiezioni, veniva programmato con il sistema dello split reel, accorpato in un'unica bobina con un altro cortometraggio prodotto dalla Lubin, la commedia The Rubber Man.